# Patágio

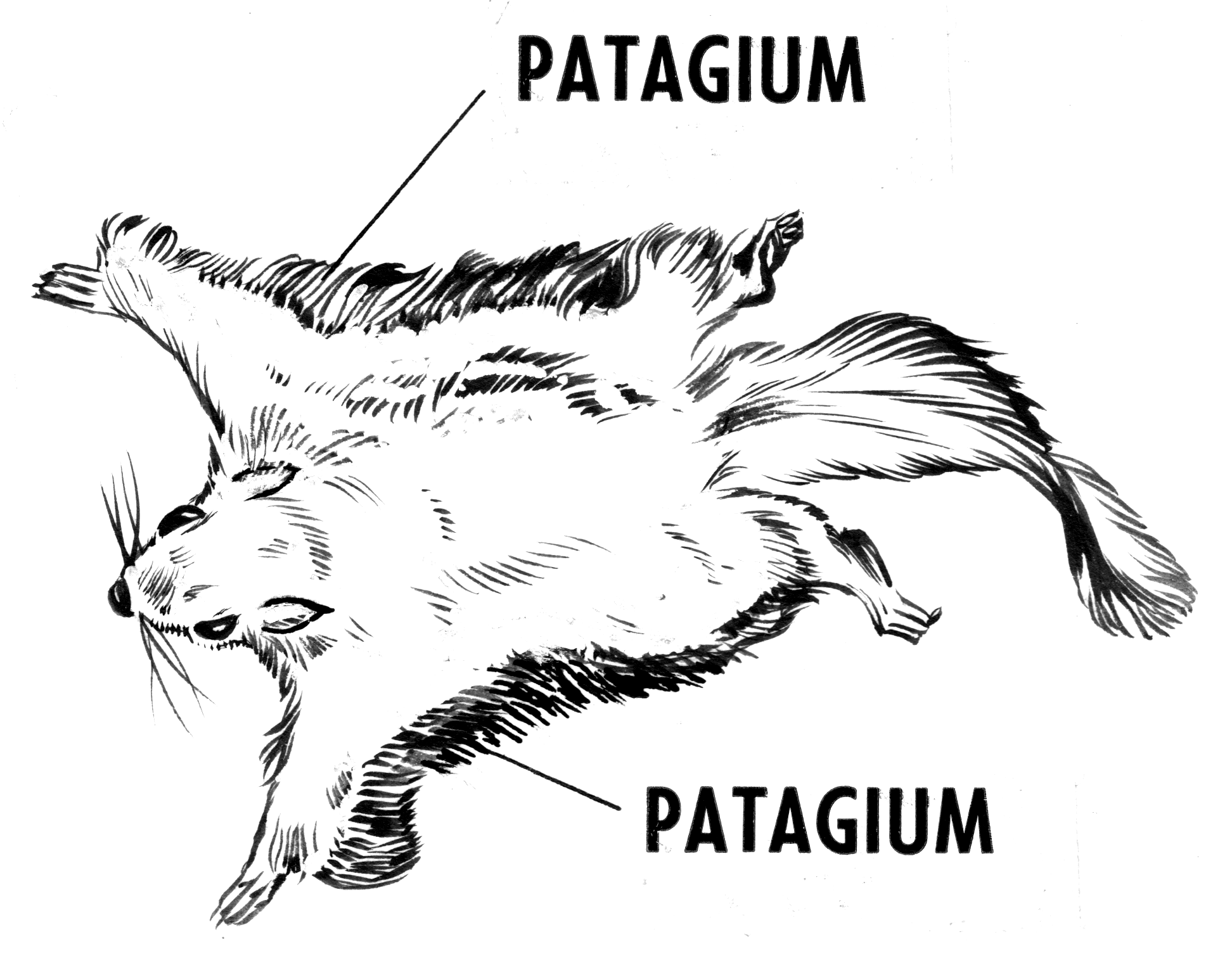
Patágio de um esquilo-voador

Patágio é a membrana que liga as patas dianteiras às traseiras de determinados animais e que tem a função de fazê-los planar. A estrutura encontra-se em grupos extintos de animais, incluindo determinados morcegos e aves e alguns dromaeossauros, pterossauros, mamíferos que voam e dragões-voadores.

## Morcegos

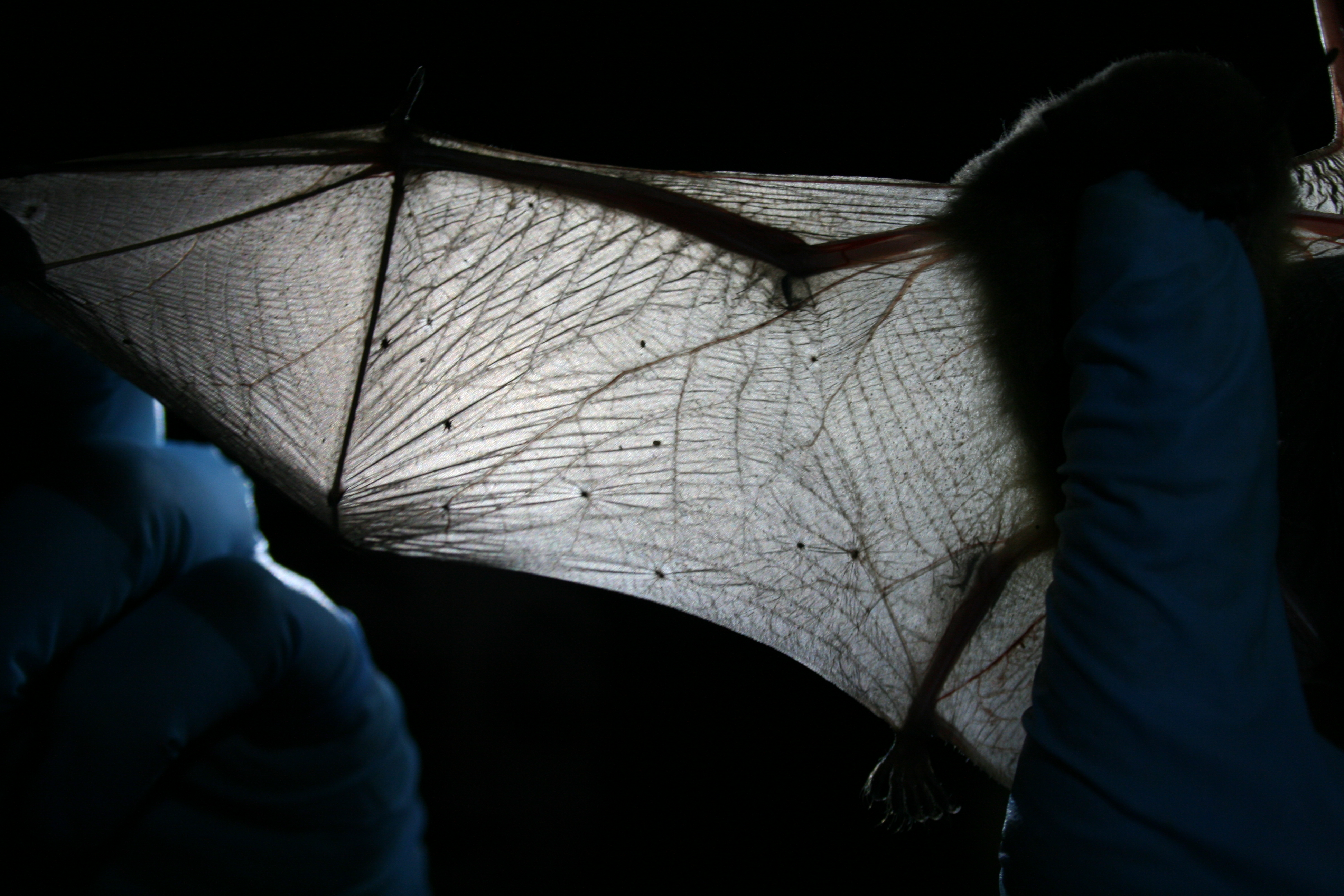
Asa de morcego virada contra a luz

Nos morcegos, a membrana que forma a superfície da asa (feita de pele) é uma extensão da pele do abdómen até à ponta de cada dedo.
O patágio de um morcego tem quatro partes distintas:
- Propatágio ou membrana antebraquial - presente desde o pescoço até o primeiro dígito.
- Dactilopatágio - que se encontra entre os dedos
- Plagiopatágio ou endopatágio - entre o último dedo (a contar da direita para a esquerda) e os membros anteriores
- Uropatágio ou membrana interfemural - entre os dois membros posteriores

## Pterossauros
Nos pterossauros, o patágio também é composto de pele formando a superfície lisa. Nestes ornithodiras (o clado do pterossauro) a pele estende-se até à ponta do quarto dedo (o mais longo) de cada mão.
O patágio de um pterossauro tinha três partes, sendo a quarta hipotética:
- Propatágio ("primeira membrana") - entre o pulso e o ombro
- Braquiopatágio ("membrana do braço") - entre o quarto dedo dos membros posteriores aos membros anteriores
- Uropatágio ou cruropatágio - entre os membros anteriores (se inclui cauda leva "uro" e se não incluir leva "cruro" antes de "patágio")
- Podopatágio - (hipoteticamente) entre os membros anteriores e cauda, sem chegar à borda

## Mamíferos que voam

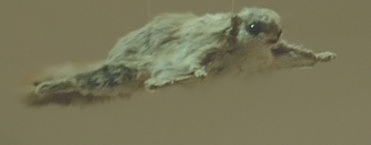
Esquilo-voador a planar

Os esquilos-voadores, colugos, espécies da família anomaluridae e outros mamíferos também possuem patágio que se estende entre os membros, como os morcegos e pterossauros, e também propatágio e uropatágio. Embora os membros não sejam tão especializados para planar como nos restantes, a membrana tende a ser um órgão igualmente complexo, com vários grupos musculares e fibras.
Diversas espécies possuem ossos estiliformes (em forma de estilete) para suportar as membranas no cotovelo (colugos, anomaluridae, pseudochirulus) ou no pulso (esquilos-voadores).

## Répteis

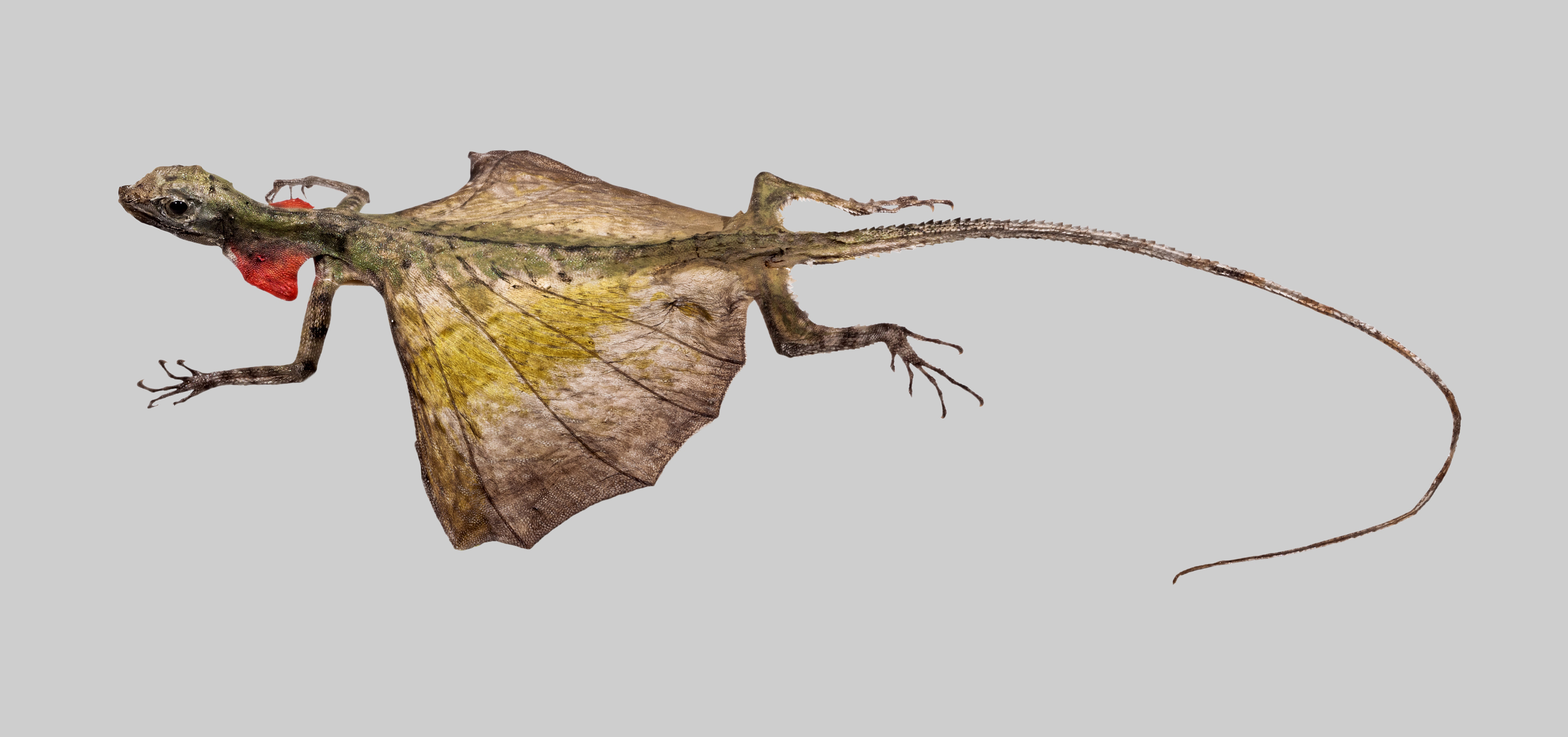
Espécie do género Draco

Alguns répteis (especialmente lagartos) possuem uma extensão de pele parecida com um paraquedas que captura o ar e permite um voo pesado sem o uso de propulsão. É o caso dos dragões-voadores (género Draco).

## Aves
Nas aves, o propatágio é uma dobra elástica de pele estendendo-se do ombro à articulação do carpo, formando a borda principal da asa interna.